# Opius soror
Opius soror är en stekelart som beskrevs av Fischer 1966. Opius soror ingår i släktet Opius och familjen bracksteklar. Inga underarter finns listade i Catalogue of Life.